# Campagne BOB
Pour les articles homonymes, voir BOB.

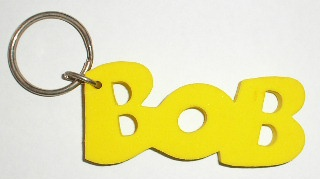
Porte-clef Bob.

La campagne BOB a pour objectif de sensibiliser aux dangers liés à la conduite sous influence d'alcool. Créée en 1995 en Belgique, le concept a été repris par différents pays, tel que les Pays-Bas, la France (en tant que Sam), l'Allemagne et le Luxembourg.

## Origine du mot
Le mot BOB vient du surnom donné à Robert Madrenas, fondateur de l’agence de publicité Magnésium qui, en 1995, imagina la toute première campagne de lutte contre l’alcool au volant "Bob", à la demande de l’un de ses gros clients de l’époque, Interbrew.

## Historique
La campagne BOB a été créée en Belgique par l'IBSR (Institut belge pour la sécurité routière) en 1995, en collaboration avec la police et l'industrie brassicole. En 2017, l'IBSR est devenu l'institut Vias.

### Belgique
En 2014, en lien avec la 6e réforme de l'État, la sécurité routière a été partiellement régionalisée, entre autres en ce qui concerne la prévention. Mais l'institut Vias reste, avec les Brasseurs belges, propriétaire de la marque Bob.